# Spondias tonkinensis
Spondias tonkinensis är en sumakväxtart som beskrevs av A.J.G.H. Kostermans. Spondias tonkinensis ingår i släktet Spondias och familjen sumakväxter. Inga underarter finns listade i Catalogue of Life.